# 衡阳县
衡阳县隶属于湖南省衡阳市。位于湖南省中部，衡阳市西北部，湘江中游，因位于南岳衡山之南而得名。东与南岳区、衡山县交界，南毗蒸湘区、石鼓区、衡南县，西邻祁东县、邵东市邵东县，北与娄底市双峰县接壤。东西宽74公里，南北长55公里。距衡阳市区约10公里。京广铁路、怀邵衡铁路、安张衡铁路穿境而过。是衡阳市发展前景最具优势的卫星城市。衡阳县为湖南省第五大、中国第44大肉类生产大县市，总面积2,568平方公里，县人民政府駐西渡镇新正街新正西路19號。

## 變革
戰國中期，衡陽屬楚。秦代則屬長沙郡。
西漢高祖五年（前202年），始置承陽縣，屬長沙國。漢武帝元鼎六年（公元前111年），於蒸水之南置鐘武縣，屬零陵郡。漢宣帝元康元年（公元前65年），鐘武縣改稱鐘武侯國，漢平帝元始元年（公元1年），承陽縣改稱承陽侯國。始建國元年（公元9年），將承陽、鐘武合並稱鐘武、改名鐘桓。東漢建武二年（公元26年），改承陽為蒸陽，與鐘武皆稱侯國，屬零陵郡。漢順帝永建三年（公元128年），鐘武更名為重安侯國。漢獻帝建安初，析蒸陽縣、鄙縣的部分屬地置臨蒸縣，屬零陵郡。
三國時，東吳孫亮太平二年（公元257年），分長沙西部置衡陽郡。蒸陽縣、重安縣、臨蒸縣屬衡陽郡。
東晉孝武帝太元二十年（公元395年），都縣並入臨蒸縣，屬湘東郡；蒸陽縣並入重安縣，屬衡陽郡。
南朝宋武帝元嘉元年（424年），重安縣改稱重安侯國，臨蒸縣改稱臨蒸伯國。泰始元年（465），改重安侯國為子國，屬衡陽王國。齊高帝建元元年（479），臨蒸複稱縣，屬湘東郡。陳文帝天嘉初，鐘武並入臨蒸，析臨蒸縣西部置衡山縣，倚湘東郡郭。陳宣帝太建元年（569），析臨蒸縣東鄉置新城縣。
隋文帝開皇九年（589年），省衡陽、湘東二郡始置衡州，並臨蒸、重安、新城三縣始置衡陽縣，州、縣同城。煬帝大業三年（607），改衡州為衡山郡，仍以衡陽縣為倚郭。恭帝義寧元年（617），隋在湖廣的政權被蕭銑的梁所取代。梁鳳鳴元年（617），仍立衡州，衡陽縣屬衡州，為附郭縣。
唐高祖武德四年（621年），改衡山郡為衡州，分衡陽縣複置重安、臨蒸、新城三縣。武德七年（624年），並新城、重安兩縣入臨蒸縣。玄宗開元20年（732年），臨蒸縣複名衡陽縣，天寶元年（742）後，州郡並稱，衡陽縣屬衡州衡陽郡。肅宗至德2年（757年），衡州防禦使治所設衡陽縣城，領轄衡、嶽、潭、郴、邵、永、道、涪八州軍事。代宗廣德二年（764），置湖南觀察使治所於衡陽縣城，領轄衡、潭、邵、永、道五州軍事。大曆4年（769）徙治潭州，在衡陽以湖南定名的建置中心，由衡陽轉移到長沙。
五代十國楚開平元年（907年），馬殷割據湖廣地區稱楚王。楚分所有地為二十八州一監，直隸長沙府，衡陽縣隸屬衡州。
宋，隸屬荊湖南路衡州。
元朝至元13年（1276年），衡州改稱衡州路，衡陽縣隸屬衡州路。至元3年（1337年），析衡陽縣東南鄉複置新城縣（今分屬衡南縣、耒陽市）。至正24年（1364年），吳王朱元璋改衡州路為衡州府，衡陽縣屬衡州府。
洪武元年（1368年），朱元璋結束元朝統治歸屬明朝。洪武10年（1377年），新城縣並入衡陽縣。
康熙17年（1678年）農曆三月初二，吳三桂在衡陽稱帝，國號周，改年號昭武，改衡州府為定天府。8月17日吳三桂病死，康熙18年，周的部卒退出衡州。乾隆20年（1755年），湖南巡撫陳宏謀，以衡陽縣「幅員遼闊，路當沖要，事繁難治」為由，奏請朝廷析其東南境（約今衡南縣）置縣分治。康熙21年5月22日，吏部移文析衡陽縣東南鄉置清泉縣。
民國元年（1912年）2月，並衡陽、清泉二縣為衡州府。1913年9月，裁府置縣，衡州府複稱衡陽縣。1939年1月，湖南省實行行政督察區制，第五督察區機關設衡陽，衡陽縣屬第五督察區管轄。1941年5月，湖南省政府決定全省行政督察區由9個區改為10個區，駐衡陽的第五區改為第二區，衡陽縣屬第二督察區管轄。1943年1月，析衡陽縣城區及城郊3個鄉置衡陽市。縣、市治同城。
1949年10月1日，中華人民共和國成立，同年10月8日衡陽解放，衡陽縣隸屬衡陽專員公署。
1952年4月，根據中央人民政府政务院決定，析衡陽縣東南境一、二、四、九區置衡南縣。同年7月，衡陽縣治遷西渡。同年10月，撤衡陽、郴州、零陵專員公置設湘南行署，衡陽縣隸屬湘南行署。
1954年7月，撤湘南行署，複設衡陽專員公署，衡陽縣屬衡陽專員公署。1968年9月，改衡陽專員公署為衡陽地區，衡陽縣屬衡陽地區。1983年5月，衡陽地、市機構合並，衡陽縣隸屬湖南省衡陽市。
1968年9月，改衡陽專員公署為衡陽地區，衡陽縣屬衡陽地區。
1983年5月，衡陽地、市機構合並，衡陽縣隸屬衡陽市。

## 行政区划
衡阳县下辖17个镇、8个乡：
西渡镇、集兵镇、杉桥镇、井头镇、演陂镇、金兰镇、洪市镇、曲兰镇、金溪镇、界牌镇、渣江镇、三湖镇、台源镇、关市镇、库宗桥镇、岘山镇、石市镇、樟木乡、岣嵝乡、栏垅乡、大安乡、溪江乡、长安乡、板市乡和樟树乡。
1996年，衡陽縣面積2568平方千米，人口約111萬人。轄14個鎮、11個鄉：西渡鎮、三湖鎮、井頭鎮、台源鎮、曲蘭鎮、呆鷹嶺鎮、杉橋鎮、金蘭鎮、金溪鎮、洪市鎮、界牌鎮、集兵鎮、渣江鎮、演陂鎮、大安鄉、石市鄉、長安鄉、關市鄉、角山鄉、庫宗鄉、峴山鄉、欄壟鄉、岣嶁鄉、溪江鄉、樟木鄉。縣政府駐西渡鎮。
2000年，衡阳县辖14个镇、11个乡。
2001年4月4日，国务院批准，将衡阳县的呆鹰岭镇划归衡阳市蒸湘区管辖。
2004年，衡阳县辖13个镇、13个乡：西渡镇、集兵镇、杉桥镇、井头镇、演陂镇、金兰镇、洪市镇、曲兰镇、金溪镇、界牌镇、渣江镇、三湖镇、台源镇、樟木乡、岣嵝乡、岘山乡、关市乡、栏栊乡、库宗乡、大安乡、溪江乡、石市乡、长安乡、板市乡、樟树乡、潮江乡。
2015年12月，根据衡阳县乡镇区划调整方案潮江乡并入集兵镇，调整后下辖8乡17镇。
总面积2558.61平方千米，总人口123.51万人。县人民政府驻地不变（西渡镇）。

## 自然环境

### 地形
衡阳县地处五岭上升和洞庭湖下陷的过渡地带，即“衡阳盆地”北沿。在盆地中心部位沉积着第三系红岩层，厚约3000米。东、北、西三面一系列穹窿带均以中南部红色盆地为轴心，吴环绕排列，构造体态各异。
境内有湘江及其支流蒸水等。湘江，长江中游南岸重要支流，又称湘水。主源海洋河，源出广西临桂县海洋坪的龙门界，于全州附近，汇灌江和罗江，北流入湖南省，经17县市，在湘阴濠河口分为东西两支，至芦林潭又汇合注入洞庭湖。干流全长856千米，流域面积9.46万平方千米，沿途接纳大小支流1300多条，主要支流有潇水、舂陵水、耒水、洣水、蒸水、涟水等。

### 资源
截至目前，衡阳县探明的矿产种类有40种，占全国171种矿种数的23.39%，占全省141种矿种数的28.37%，占衡阳市66种矿种数的60.6%，探明储量的矿种9种，占全国探明储量159种的5.66%，占全省探明101种矿种数的8.91%，占衡阳市已探明51种矿种数的17.65%。被列入省矿产资源储量表的矿产有6种，矿产储量居全省前10位的有3种。其中大型矿床3处、中型矿床6处、小型矿床24处。衡阳县主要矿产有高岭土、钠长石、钾长石、煤、铁、钒、铅、锌、锰、金、绿柱石（铍）、重晶石、矿泉水、花岗岩、水泥用灰岩等，其中高岭土、钠长石、钾长石、铁、钒、矿泉水、饰面花岗岩及水泥用灰岩为优势矿产资源。

## 政治

### 现任领导
| 机构     | 衡阳县人民政府 县长 | · 中国共产党 · 衡阳县委员会 · 书记 | 衡阳县人民代表大会 常务委员会 主任 | · 中国人民政治协商会议 · 衡阳县委员会 · 主席 |
| -------- | ------------------- | ---------------------------------- | ---------------------------------- | -------------------------------------------- |
| 姓名     | 孙浩                | 孙浩                               | 叶强                               | 方云耕                                       |
| 民族     | 汉族                | 汉族                               | 汉族                               | 汉族                                         |
| 出生地   | 湖南省石门县        | 湖南省石门县                       | 广东省梅县                         | 湖南省衡阳县                                 |
| 出生日期 | 1976年6月（48歲）   | 1976年6月（48歲）                  | 1967年6月（57歲）                  | 1969年8月（55歲）                            |
| 就任日期 | 2021年10月24日      | 2025年2月8日                       | 2021年10月24日                     | 2021年10月                                   |

## 经济
2020年地区生产总值362.46亿元，全县户籍总人口为122.99万人。
2018年，实现地区生产总值348.06亿元。人均GDP达32827元。GDP总量在全市占为11.4%。完成一般公共预算收入15.18亿元。其中地方一般公共预算收入9.49亿元。财政一般预算支出55.09亿元，规模以上工业企业实现利润总额13.76亿元，房地产开发投资121.3亿元，完成社会消费品零售总额114.04亿元，进出口贸易总额9807万美元。出口8316万美元；进口1491万美元。贸易顺差为6825万美元。全年实现利用外资15540万美元。全年引进内资项目20个；实现利用内资34.43亿元。全年接待游客728.76万人次。实现旅游总收入82.25亿元。
2017年初步测算，全年实现地区生产总值354.93亿元。人均GDP达33,115元。GDP总量在全市占为11.3%。

一般公共预算收入14.17亿元。地方一般公共预算收入9.29亿元。财政一般预算支出49.06亿元。工业企业实现利润总额24.88亿元。全社会建筑业总产值37.28亿元。社会消费品零售总额103.53亿元，限额以上批发和零售业商品完成零售额9.16亿元。进出口贸易总额9964.32万美元。其中，出口7667.98万美元；进口2296.34万美元；贸易顺差为5371.64万美元。审批外资项目20个，增加10个；实现利用外资13000万美元。引进内资项目21个个；实现利用内资29.0亿元。邮电业务总量4.39亿元。接待游客443.22万人次，实现旅游总收入29.33亿元。

## 教育
截至2020年底，全县共有非物质文化遗产项目资源64个，文化馆1个，非遗展示中心4个，公共图书馆1个，纪念馆1个，夏明翰事迹陈列馆1个。乡镇文化站25个，示范性乡镇综合文化站6个，艺术表演团体（国家）1个，示范性社区（村）文体中心182个，绿色上网场所46个，农家书屋491个。广播电台1座，电视台1座。有线电视用户2.26万户。广播综合人口覆盖率99.76%，电视综合人口覆盖率99.93%。
普通小学257所（另有教学点78个），普通初中75所，普通高中7所。普通小学在校学生63229人，普通初中在校学生33561人，普通高中在校学生19571人。全年义务教育阶段建合格学校3所。

## 人口
根据湖南省衡阳市第七次全国人口普查公报显示：衡阳县常住人口为888433人，全县户籍总人口122.99万人，比上年末减少1.0万人。全年出生人口11004人，人口出生率为8.91‰，下降0.71个千分点；死亡人口13787人，死亡率为11.16‰，上升5.38个千分点；人口自然增长率为负2.25‰，下降6.1个千分点。出生人口性别比为110.8:100（以女性为100）。
年末常住总人口104.88万人，减少2.3万人，其中城镇人口45.28万人，乡村人口59.60万人，城镇化率43.2%,下降0.3个百分点。